# Rich Matteson
Rich Matteson, eigentlich Richmond Albert Matteson, (* 12. Januar 1929 in Forest Lake (Minnesota); † 25. Juni 1993 in Jacksonville (Florida)) war US-amerikanischer Jazzmusiker und Jazzpädagoge. Neben Euphonium und Tuba spielte er Basstrompete, Ventilposaune, Helikon und Klavier und war Big-Band-Leiter.

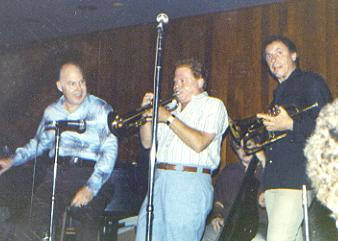
Matteson, Red Rodney, Ira Sullivan in der Village Jazz Lounge von Disney World

## Leben und Wirken
Matteson lernte ab seinem dritten Lebensjahr Klavier und ab seinem fünften Lebensjahr Blechblasinstrumente. Im Jahr 1946 trat er mit Euphonium und Ventilposaune auf. Von 1950 bis 1952 spielte er in Bands der US Army. Anschließend studierte Nach er Tuba und Euphonium an der University of Iowa mit dem Bachelor-Abschluss 1955. Danach war er Schullehrer in Durant (Iowa), bis er 1957 nach Las Vegas zog. Dort trat er als Basstrompeter auf, spielte Tuba im Walking-Bass-Stil in einer Dixieland-Revival-Band von Bob Scobey (1958), bevor er bis 1961 zu den Dukes of Dixieland gehörte; erste Aufnahmen mit dieser Band und weiteren Musikern entstanden 1958 im Fernsehen in der Timex All Star Jazz Show; im selben Jahr war er mit Bob Scobey im Studio und trat bei Art Ford’s Jazz Party auf.
1967 leitete Matteson die Brothers Castro Big Band in Mexiko-Stadt. Mit dem Tuba-Spieler Harvey Phillips gründete er 1976 das Matteson-Phillips Tubajazz Consort (in dem Euphonium und Tuba jeweils dreifach besetzt waren). Im Bereich des Jazz war er laut Tom Lord zwischen 1958 und 1991 an 28 Aufnahmesessions beteiligt, zuletzt mit dem University of Florida Jazz Ensemble.
Ab 1973 lehrte Matteson am College of Music der University of North Texas, bevor er 1986 Professor für amerikanische Musik an der University of North Florida wurde, wo er tätig war, bis er 1992 in den Ruhestand ging.
1991 erhielt Matteson den Down Beat Lifetime Achievement Award. Neben Kiane Zawadi war er dem New Grove Dictionary of Jazz zufolge im 20. Jahrhundert der einzige bedeutende Euphonium-Solist im Jazz.

## Diskographische Hinweise
- Rich Matteson / Red Mitchell: Life's a Take (1985), mit Stefan Karlsson, Petur Ostlund
- Pardon Our Dust We're Making Changes (1990), mit John Allred, Shelly Berg, Jack Petersen, Lou Fischer, Louie Bellson